# 태성여객
태성여객은 부산광역시 연제구에 있는 마을버스 운송업체이다. 

## 차고지
- 부산광역시 연제구 봉수로 138 (연산동) (본사)

## 운행 노선
- 금정3번 (구서역 ~ 부산과학고등학교/부산외국어대학교)
- 금정3-1번 (구서역 ~ 브니엘고 ~ 범어사역/경동아파트)
- 연제2번 (마하사 ~ 대진그린타워아파트)